# Sakura no Hanabiratachi
Singles de AKB48
Skirt, Hirari
(2006)
Sakura no Hanabiratachi (桜の花びらたち, "Les Pétales de Cerisier") est le premier single "indépendant" du groupe d'idoles japonaises AKB48 sorti le 1er février 2006 au Japon sous le label indépendant AKS. La chanson-titre sera ré-éditée en single le 27 février 2008 en major sous le label DefStar, dans une nouvelle version, sous le titre Sakura no Hanabiratachi 2008.

## Présentation
Le single est enregistré par huit membres de la "Team A" d'AKB48. Il est vendu uniquement dans le théâtre des AKB48 à Akihabara lors de leurs nombreuses représentations. La chanson-titre est utilisée comme générique de fin du drama Desu yo Nee (ja) de la chaîne TBS, et est aussi utilisée dans des publicités pour l'opérateur mobile NTT DoCoMo. Le single entre dès sa sortie en dixième place du charts hebdomadaire Oricon avec 22 000 copies vendues, puis sort du Top-200 huit semaines après. Il reste le single le plus vendu sous le label AKS.

## Membres participantes
Tomomi Itano, Haruna Kojima, Atsuko Maeda, Minami Minegishi, Risa Narita, Mai Oshima, Mariko Shinoda, Minami Takahashi

## Titres
Toutes les paroles sont écrites par Yasushi Akimoto.
| CD single   | CD single                                                            | CD single                           | CD single  | CD single | CD single | CD single | CD single | CD single | CD single |
| No          | Titre                                                                | Musique / Arrangements              | Durée      |           |           |           |           |           |           |
| ----------- | -------------------------------------------------------------------- | ----------------------------------- | ---------- | --------- | --------- | --------- | --------- | --------- | --------- |
| 1.          | Sakura no Hanabiratachi (桜の花びらたち ; "Les Pétales de Cerisier") | Hiroshi Uesugi / Nobuhiko Kashiwara | 5 min 24 s |           |           |           |           |           |           |
| 2.          | Dear My Teacher ("Cher professeur")                                  | Mion Okada / Jun Kageie             | 4 min 15 s |           |           |           |           |           |           |
| 3.          | Sakura no Hanabiratachi (Karaoke Version)                            | Hiroshi Uesugi / Nobuhiko Kashiwara | 5 min 24 s |           |           |           |           |           |           |
| 4.          | Dear My Teacher (Karaoke Version)                                    | Mion Okada / Jun Kageie             | 4 min 15 s |           |           |           |           |           |           |
| 19 min 18 s |                                                                      |                                     |            |           |           |           |           |           |           |